# Nathaniel Dance-Holland

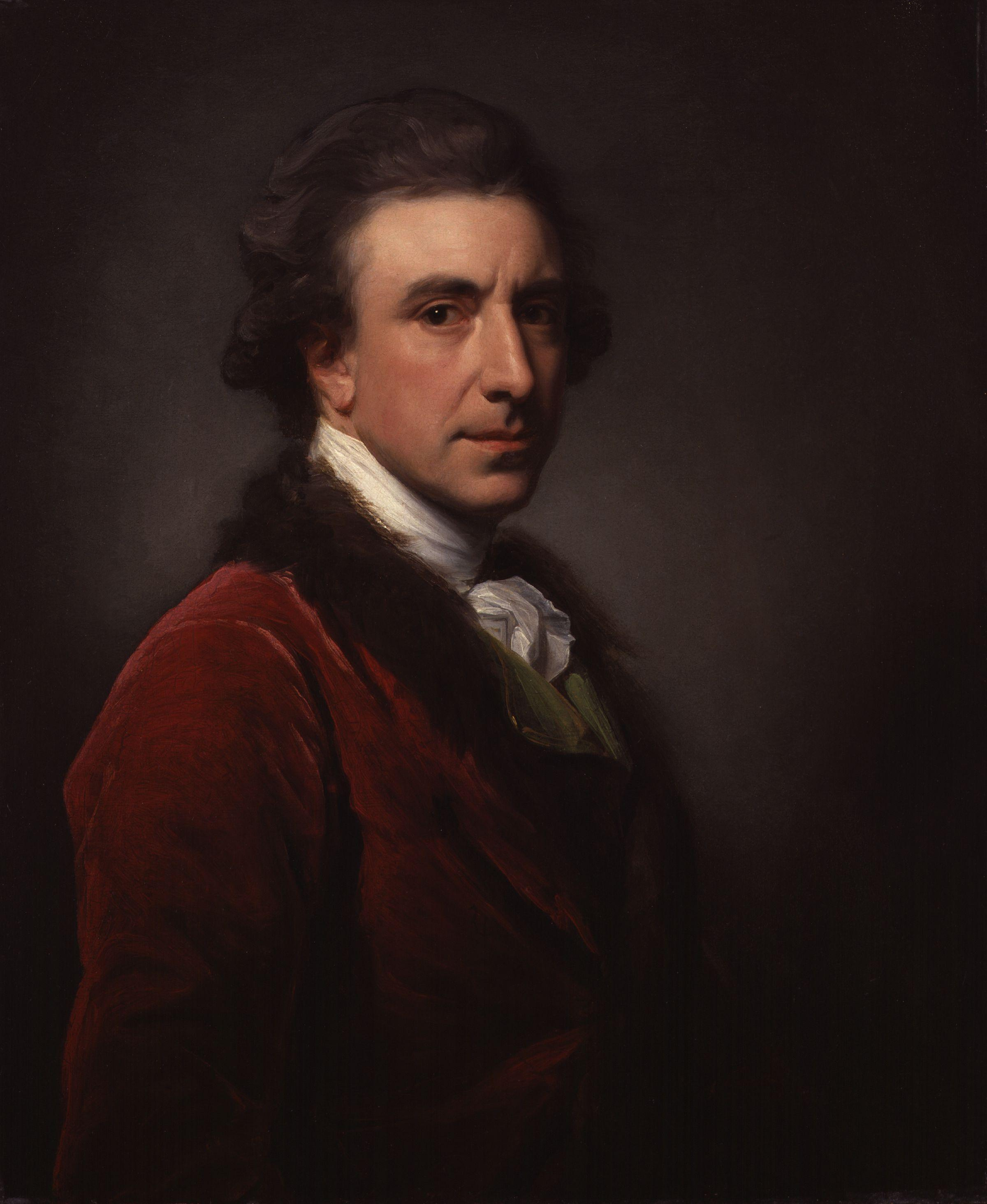
Nathaniel Dance, Selbstporträt, um 1773, Öl auf Leinwand, 73,7 × 61 cm (National Portrait Gallery)

Nathaniel Dance-Holland RA (* 18. Mai 1735 in Großbritannien; † 15. Oktober 1811 in Little Wittenham bei Didcot) war ein britischer Porträtmaler und Politiker.
Nathaniel kam als dritter Sohn des Architekten George Dances des Älteren zur Welt. Er studierte bei Francis Hayman und vertiefte sein Studium in Italien, teilweise gemeinsam mit seinem Bruder George Dance dem Jüngeren. In Rom lernte er Angelica Kauffmann kennen. 1761 wurde er zum Mitglied der Incorporated Society of Artists gewählt. Zurück in London war er 1768 Gründungsmitglied der Royal Academy of Arts. Er erhielt unter anderem Aufträge zum Malen der Porträts des Königs Georg III., des Seefahrers James Cook und des Schauspielers David Garrick.
1790 heiratete Dance Harriet, Tochter von Cecil Bishopp und Witwe des 1781 verstorbenen Thomas Dummer, beides Abgeordnete des Parlaments. Er gab die Malerkarriere auf und widmete sich fortan der Politik. Aus Achtung vor einer gewissen Charlotte Holland von der Wigmore Street, Cavendish Square, ergänzte er seinen Familiennamen auf „Dance-Holland“. Von 1790 bis zu seinem Tod 1811 war er Abgeordneter des Parliament of Great Britain beziehungsweise ab 1801 des Parliament of the United Kingdom. Von 1790 bis 1802 vertrat er East Grinstead, von 1802 bis 1806 Great Bedwyn, und ab 1807 wiederum East Grinstead. Dance-Holland starb 1811 in Little Wittenham nordöstlich von Didcot; seine Frau lebte bis 1825.